# 狭齿
狭齿（学名：Nepeta sungpanensis var. angustidentata）为唇形科荆芥属下的一个变种。

## 扩展阅读
- 維基物種上的相關：狭齿